# La Troisième Mère
Série Trilogie des trois mères
Inferno
(1980)
Pour plus de détails, voir Fiche technique et Distribution.
Mother of Tears : La Troisième Mère (titre original : La terza madre) est un film d'épouvante fantastique italien réalisé par Dario Argento, sorti en 2007. 
Le film suit une jeune archéologue, Sarah Mandy, qui libère accidentellement une force maléfique à l'ouverture d'une urne, provoquant le meurtre sauvage de sa collègue. Lancée dans Rome, la sorcière Mater Lacrimarum débute alors son projet de faire sombrer la ville dans le chaos.
La Troisième Mère conclut la trilogie des trois mères initiée en 1977 avec Suspiria et poursuivie en 1980 avec Inferno. L'idée des trois mères vient de Levana et nos Notre-Dame des Tristesses, un chapitre du Suspiria de Profundis (1845) de Thomas de Quincey traduit par Charles Baudelaire. La première mère dans Suspiria s'appelle Mater Suspiriorum (Notre-Dame des Soupirs), la seconde mère dans Inferno se nomme Mater Tenebrarum (Notre-Dame des Ténèbres) et la troisième mère est Mater Lacrimarum (Notre-Dame des Larmes). Celles-ci seraient des entités assez semblables, quoique plus sombres, aux trois Parques ou aux trois Grâces de la mythologie gréco-romaine.

## Synopsis
Sarah Mandy est une jeune archéologue américaine venue étudier à Rome pour passer un examen. Sarah a perdu ses parents à l'âge de 5 ans, qui sont apparemment morts dans un accident de voiture. Giselle l'appelle pour l'informer de la découverte d'une urne au cimetière de Viterbe et que celle-ci a été envoyée au Musée d'art antique de Rome. Sarah et Giselle décident de l'ouvrir en l'absence du directeur du musée, Michael Pierce.
Lorsque l'urne est ouverte, Giselle est éviscérée par trois personnages difformes et étranglée avec ses propres entrailles. Sarah, poursuivie par un singe, tente de s'échapper mais les portes sont verrouillées et la jeune fille semble n'avoir aucun espoir, mais soudain une voix mystérieuse ordonne à Sarah de fuir et les portes s'ouvrent d'elles-mêmes.
La police arrive sur les lieux, dirigée par le détective Enzo Marchi, qui interroge Sarah. Naturellement, la police ne croit pas ses paroles et les détectives décident de la suivre partout où elle va. Ensuite, Sarah rentre chez elle avec Michael, avec qui elle est fiancée. Pendant la nuit, elle fait un cauchemar atroce : elle voit une femme qui prononce des mots étranges en latin, puis la ville entière devient folle. La femme se réveille en panique. Elle découvre que le fils de Michael, le petit Paul, a été enlevé et que les ravisseurs ont laissé un message et des marques écrits avec du sang, les mêmes marques que celles présentes sur l'urne. C'est à ce moment-là que Sarah se rend compte qu'elle est victime d'une secte démoniaque. Pendant ce temps, Michael se rend à Montefalco pour parler au père Johannes, un célèbre exorciste. Sarah veut aussi le rejoindre car elle se rend compte que Michael est en danger : à la gare de Rome-Termini, elle est poursuivie par la police et par Katerina, une jeune sorcière japonaise qui tente de la tuer. De nouveau, la voix mystérieuse semble guider Sarah et elle est sauvée, après avoir échappé à la police, grâce à l'invisibilité que lui garantit une entité mystérieuse ; dans le train, Katerina tue un homme et tente de tuer Sarah, mais cette dernière parvient à se défendre et à la tuer.
La police tire de cette affaire une conclusion étrange : Sarah aurait tué l'homme et Katherina parce qu'ils avaient tout vu. Arrivée à Montefalco, la femme frappe à une porte et une jeune femme, Valeria, l'accueille. Elle y rencontre Marta Colussi, une médium qui va lui révéler que sa mère Elisa est morte assassinée et qu'elle est désormais la seule capable de tuer Mater Lacrimarum car elle possède des dons très puissants.
Alors que la terreur se répand dans la ville de Rome, avec des sorcières venues du monde entier, Mater Lacrimarum se cache dans les fondations du palais Varelli, préparant sa victoire. Elle est vaincue de la même manière que ses sœurs : Sarah Mandy découvre le repaire souterrain de la sorcière et brûle la robe rouge qu'elle porte, provoquant l'effondrement du palais. Mater Lacrimarum est tuée par l'un des obélisques ornant le toit, qui tombe et transperce le toit de la crypte souterraine, le transperçant en s'effondrant.

## Fiche technique
- Titre français : La Troisième Mère ou Mother of Tears
- Titre original italien : La terza madre
- Réalisation : Dario Argento
- Scénario : Dario Argento, Walter Fasano, Jace Anderson, Adam Gierasch et Simona Simonetti
- Photographie : Frederic Fasano
- Montage : Walter Fasano
- Musique : Claudio Simonetti
- Effets spéciaux : Sergio Stivaletti, Lee Wilson
- Décors : Francesca Bocca (it), Valentina Ferroni
- Costumes : Ludovica Amati
- Maquillage : Paola Gattabrusi, Chiara Ugolini
- Production : Claudio Argento, Dario Argento, Kirk D'Amico et Giulia Marletta
- Sociétés de production : Medusa Film, Myriad Pictures et Opera Film Produzione
- Société de distribution : Medusa Distribuzione
- Budget : 2,5 millions d'euros
- Pays de production :  Italie
- Langue originale : italien
- Format : Couleurs - 2,35:1 - Son Dolby Digital - 35 mm
- Genre : Épouvante fantastique
- Durée : 98 minutes
- Dates de sortie :
  - Canada : 6 septembre 2007 (festival de Toronto)
  - Italie : 31 octobre 2007
  - France : Inédit au cinéma, sorti directement en vidéo le 16 septembre 2008
- Classification :
  - France : interdit aux moins de 16 ans

## Distribution
- Asia Argento : Sarah Mandy
- Cristian Solimeno : le détective Enzo Marchi
- Adam James (en) : Michael Pierce
- Moran Atias : Mater Lacrimarum
- Valeria Cavalli : Marta Colussi
- Philippe Leroy : Guglielmo De Witt
- Daria Nicolodi : Elisa Mandy
- Coralina Cataldi-Tassoni : Giselle Mares
- Udo Kier : le père Johannes
- Robert Madison (it) : Agent Lissoni
- Jun Ichikawa (it) : Katerina
- Tommaso Banfi : le père Milesi
- Paolo Stella (it) : Julian
- Clive Riche : l'homme au manteau
- Massimo Sarchielli (it) : le vagabond
- Silvia Rubino : Elga
- Barbara Mautino: Valeria
- Gisella Marengo : une sorcière
- Marica Coco (it) : une sorcière

## Production
Le projet de ce film remonte aux années 1970, lorsque Dario Argento a décidé de réaliser la Trilogie des trois mères. L'inspiration est venue lorsque le réalisateur a lu une phrase du livre Suspiria de Profundis de Thomas de Quincey dans laquelle l'auteur déclare vouloir écrire un livre sur l'histoire des trois mères des enfers : Mater Suspiriorum, Mater Lacrimarum et Mater Tenebrarum. Les deux premiers films de la trilogie, Suspiria (1977) et Inferno (1980), ont été réalisés à quelques années d'intervalle, mais, en raison de la décision d'Argento de se consacrer à d'autres films, le troisième film a dû attendre plusieurs décennies avant d'être réalisé.
Un premier scénario pour le chapitre final de la trilogie avait été écrit par Argento avec sa femme de l'époque, Daria Nicolodi. Ce scénario n'a cependant pas été utilisé pour le film, comme en témoigne l'absence de Nicolodi parmi les scénaristes de l'œuvre. Un deuxième scénario a été écrit en 2003 par Argento lui-même, qui a décidé de traiter des thèmes tels que le mysticisme, l'alchimie, le gnosticisme et le terrorisme, en faisant notamment référence à des pratiques autrefois persécutées par l'Église. À l'époque, après avoir annoncé l'achèvement imminent du film, Argento a révélé que l'œuvre comprendrait des scènes se déroulant dans la Rome médiévale dans lesquelles apparaîtrait l'antagoniste du film, Mater Lacrimarum. Cette partie ne fait depuis plus partie du scénario final.
Cependant, le scénario du film n'a été achevé qu'en 2006, après qu'Argento ait entrepris un voyage en Europe du Nord afin de s'inspirer de certains des thèmes abordés dans l'œuvre. Le chef opérateur Fasano témoigne « Dario m'a immédiatement stimulé lors de la préparation à l'analyse des œuvres du peintre néerlandais Jérôme Bosch (1450-1516). Cet artiste a toujours fasciné non seulement les critiques d'art mais aussi le grand public. Les centaines de personnages qui affluent dans chacun de ses tableaux — diables, hiboux, singes, souris monstrueuses et poissons fantastiques, aux côtés des grands personnages de l'histoire sacrée auxquels sont consacrés ses principaux tableaux — font de lui un surréaliste ante litteram ou un Salvador Dalí né à l'aube de l'ère moderne. La pénombre et les couleurs intenses des toiles de Bosch ont été une référence précise pendant le tournage. En outre, après plusieurs réunions avec Dario, nous avons convenu que le film devait avoir une continuité d'atmosphère et de couleurs avec les deux autres films de la trilogie. Avec La Troisième Mère, nous devions faire un film très différent des deux autres, notamment d'un point de vue technique. [...] Suspiria et Inferno ont été entièrement réalisés en studio, tandis que La Troisième Mère, au contraire, a été tourné à 90 % en extérieur ».

### Tournage
Après la signature d'un accord de distribution avec Medusa Film, le tournage s'est déroulé d'octobre 2006 à janvier 2007 à Rome, ainsi qu'aux studios Cinecittà à Terni. Certaines scènes du film ont été tournées à la Villa Imperiali Becker (it), sur les collines de Turin.

### Post-production
Les effets numériques du film ont été créés par Lee Wilson et Sergio Stivaletti. Selon le chef opérateur, Frederic Fasano, le film commence par une palette de couleurs froides atténuées qui vire au rouge au fur et à mesure que le film progresse.
Le distributeur italien de La Troisième Mère, Medusa Film, a estimé que le film était trop violent et a demandé à ce qu'il soit remonté. La principale objection de Medusa concerne « la représentation de rapports sexuels déviants dans le rassemblement de sorcières, les scènes sataniques et un meurtre cannibale d'un personnage majeur ». Il a été confirmé le 28 mai 2007 que le film ne serait qu'interdit aux moins de 14 ans en Italie, ce qui nécessitait la suppression des scènes trop sanglantes qui serait plus tard réintroduit pour la sortie du DVD.

## Exploitation
Avant sa sortie en salles, le film a été partiellement présenté lors d'un événement organisé par le magazine Fangoria. Le Festival de Cannes a demandé que La Troisième Mère soit prêt à temps pour être considéré comme un candidat à la compétition en 2007. Cependant, le film n'a pas été projeté dans son intégralité au festival. Le 17 mai 2007 à 9h30, Myriad a projeté en avant-première 20 minutes de séquences du film, composées de huit longues scènes, devant une salle comble. La première de La Troisième Mère a eu lieu au Festival international du film de Toronto le 6 septembre 2007, quelques instants avant minuit et le 67e anniversaire d'Argento (le 7). Le film est sorti en Italie en avant-première le 24 octobre 2007 au Festival du film de Rome. C'est à la veille de la Toussaint le 31 octobre 2007 que le film est sorti nationalement.
Le film n'a pas eu le succès escompté, rapportant un total de 2 077 000 euros sur le marché italien, ce qui était bien en deçà des attentes ; le film a été le 82e film du box-office Italie 2007-2008.

### Accueil critique
Pour Pino Farinotti (it), « Argento clôt la trilogie commencée avec Suspiria et Inferno presque trente ans après les chapitres précédents : une conclusion décevante ». R. Ronconi dans Liberazione constate que « Les éléments que les amateurs d'épouvante adorent sont tous ou presque tous là, soulignés par la musique (qui est aussi prévisible, dans le meilleur sens du terme. Signé Simonetti) ». Pour Paolo Mereghetti dans le Corriere della Sera, pourtant, « L'histoire, ouvertement fantastique [...] demande au spectateur de suspendre sa crédibilité pour se laisser aller à la fascination (et au plaisir) des rebondissements plus ou moins sanglants. Cependant, cette opération peine à décoller pour deux raisons essentielles : le niveau d'imagination insuffisant des scènes et le mépris total pour tout jeu d'acteur professionnel. Ainsi que pour le faible niveau de gore, qui s'arrête aux estafilades et aux énucléations "habituelles" ».
Pour DevilDead, « Admettons que le type de récit, les mises à mort et l'esthétisme de La Troisième Mère soient les témoins de l'évolution de Dario Argento. Mais, dans ce cas, comment expliquer les écarts du métrage aux abords du Z ? Le film met en scène d'outrageuses sorcières débarquant à Rome pour insulter les touristes et les passants, une Daria Nicolodi qui nous fait une parodie d'un spectre Jedi de Star Wars, des effets gores flirtant par endroit avec des réalisations amateurs ou encore une Asia Argento qui assure ici sa plus mauvaise prestation en tant qu'actrice ». Pour la Cinémathèque française, le film est « à voir pour le magnifique plan-séquence dans l'escalier, et les divers clins d'œil que le cinéaste s'adresse à lui-même ».